# 宗教大法官
《宗教大法官》是杜思妥也夫斯基所著的《卡拉馬佐夫兄弟》這本小說裡的角色二哥無神論者伊凡所寫的一齣戲劇，出現在本書的第5卷第5章—宗教大法官。

## 故事大要
這個故事的背景設在16世紀西班牙的塞維爾，當時正是宗教審判最盛行的時代，耶穌基督突然出現在人間，行當年祂在世時所行的的種種神蹟。而當時的宗教大法官，年近九十的樞機主教，卻下令將祂逮捕。

主教明知祂就是耶穌降世，卻對祂說:「你就是耶穌嗎?最好保持沉默，不要說什麼話。因為你不適合發表什麼言論。而我對你已經了解的夠多了。你除了在以前說了許多話外，並未擁有充分的權利。知道為什麼嗎，因為你打擾了我們。」

接著就是主教對聖經中耶穌事蹟的解釋：主教認為當初耶穌在曠野拒絕了魔鬼的誘惑是因為不願人們是因為見到奇蹟而信仰。但主教認為耶穌把人類看的太高了。絕大部分的人是寧可有幸福的保證而不要自由的信仰，而他們（教會）滿足了人們的這項需求，所以他們才是真正憐憫人類的。

全劇中耶穌不發一語，均由主教一人獨白。